# سبب‌شناسی (پزشکی)
سبب‌شناسی (αἰτιολογία)در پزشکی به معنی شناخت و بررسی علت یا علل بیماریها است مانند باکتری‌ها یا ژنتیک.
در پزشکی، علت‌شناسی یک بیماری یا وضعیت به مطالعات مکرر برای تعیین یک یا چند عاملی که باهم برای ایجاد بیماری ترکیب می‌شوند گفته می‌شود. در همین راستا، هنگامی که بیماری گسترده‌است، مطالعات اپیدمیولوژیک عوامل مرتبط مانند مکان، جنسیت، قرار گرفتن در معرض مواد شیمیایی و بسیاری دیگر را بررسی می‌کنند و در نتیجه به تعیین علت آن کمک می‌کند.
گاهی تعیین علت یک فرایند نامشخص است. در گذشته، علت بیماری رایج دریانوردی، اسکوربوت، برای مدت طولانی ناشناخته بود. هنگامی که کشتی‌های بزرگ اقیانوس پیما ساخته شدند، ملوانان برای مدت طولانی شروع به دریانوردی کردند و اغلب به میوه و سبزیجات تازه دسترسی نداشتند. کاپیتان جیمز کوک بدون اینکه علت دقیق این بیماری را بداند، مشکوک بود که این بیماری به دلیل کمبود سبزیجات در رژیم غذایی ملوانان و خدمه ایجاد شده‌است. بر اساس سوء ظن خود، او خدمه خود را مجبور کرد که هر روز یک کلم ترش بخورند و بر اساس مشاهده نتایج مثبت این کار بر روند بیماری، استنباط کرد که مصرف سبزیجات از اسکوربوت جلوگیری می‌کند، بال اینکه اگر دقیقاً دلیل آن را نمی‌دانست. حدود دویست سال دیگر طول کشید تا علت دقیق این بیماری کشف شود: کمبود ویتامین C در رژیم غذایی یک ملوان.